# Eric Shaw
Pour les articles homonymes, voir Shaw.
Eric Shaw est un scénariste américain né le 8 juin 1973 à New York.

## Filmographie
Scénarios
- 1996 : Secret Service Guy (TV)
- 2006 : Xiaolin Showdown (TV)
- 2006-2008 : Bob l'éponge (TV)
- 2007 : Tom et Jerry Tales (TV)
- 2008 : Skunk Fu! (TV)
- 2008 : Ni Hao, Kai-Lan (TV)
- 2008 : Sid the Science Kid (TV)
- 2009 : Mes amis Tigrou et Winnie (TV)
- 2012-2013 : NFL Rush Zone: Season of the Guardians (TV)
- 2012-2013 : WordGirl (TV)
- 2013 : Pac-Man et les aventures de fantômes (TV)
- 2013 : Pound Puppies (TV)